# Підміна MAC-адреси
Підміна MAC-адреси — діяльність із заміни заводської MAC-адреси мережевого пристрою на деяку довільно обрану. MAC-адреса, яка прошита мережевому контролері при виготовленні є незмінною, однак драйвери багатьох сучасних мережевих адаптерів дозволяють створювати кадри Ethernet або іншого канального протоколу із MAC-адресою, обраною користувачем. Крім того, існують засоби, які дозволяють операційній системі повірити, що мережевий адаптер має MAC-адресу, обрану користувачем. Підміна MAC-адреси є легкою і доступною широкому колу користувачів операцією.

## Мотив
Підміна MAC-адреси може використовуватись для обходу засобів керування доступом на канальному рівні (у комутаторах, маршрутизаторах), для того щоб у засобах реєстрації не була зазначена оригінальна MAC-адреса, а також у разі мережевої атаки (ARP spoofing), яка полягає у представлені власного пристрою маршрутизатором, що дозволяє перехоплювати весь трафік в сегменті мережі. 

### Нове обладнання для провайдерів доступу до Інтернет
Багато інтернет-провайдерів використовують MAC-адреси для надання та обліку послуг. Оскільки MAC-адреси є унікальними і незмінними у мережевих адаптерах, коли клієнт спробує підключити новий пристрій Інтернет, то інтернет-провайдер виявить це і відмовить у доступі. Для обходу такої заборони може бути використана підміна MAC-адреси пристрою на MAC-адресу, яка зареєстрована у інтернет-провайдера. У цьому випадку користувач отримає доступ до Інтернет з багатьох пристроїв. Такі дії можуть бути порушенням, якщо угодою з інтернет-провайдером заборонено підключати більш ніж один пристрій.
Це також стосується обладнання інтернет-провайдерів, яке вони дають користувачу у оренду (DSL-модеми, маршрутизатори тощо). Інтернет-провайдер знає MAC-адреси своїх пристроїв. У випадку, коли користувач забажає підключити власний пристрій, інтернет-провайдер запитає у користувача MAC-адресу цього пристрою для реєстрації у своїй системі.
Комп'ютерні зловмисники можуть отримати неавторизований доступ до інтернет-провайдера з використанням тих же методів. Вони можуть несанкціоновано підключати свої пристрої і видавати себе за легальних користувачів. Тим не менше, вислідити зловмисників, які використовують підміну MAC-адрес, дуже важко.

### Задоволення вимог програмного забезпечення
Деяке програмне забезпечення може бути встановлене і запущене тільки на комп'ютерах з попередньо визначеною MAC-адресою як зазначено у кінцевій ліцензії користувача на використання програмного забезпечення або може запам'ятовувати MAC-адресу, наявну на момент встановлення. Якщо користувач вимушений встановити новий мережевий адаптер замість того, який вийшов з ладу, то це програмне забезпечення розпізнає систему як нове апаратне оточення. Вирішенням проблеми може бути підміна MAC-адреси на ту, що була визначена або наявна під час встановлення програмного забезпечення. Таку діяльність важко класифікувати як законну або незаконну. З одного боку наслідком може бути порушення ліцензійних умов внаслідок використання на багатьох пристроях. З іншого — користувач має право використовувати програмне забезпечення на тих умовах, які визначені у ліцензії. Найбільш безпечним шляхом у цьому випадку є звернення до виробника програмного забезпечення для вирішення проблеми у використанні програмного забезпечення.
Програмне забезпечення також може виконувати фільтрацію MAC-адрес для попередження неавторизованого використання. У цьому випадку підміна MAC-адрес є порушенням ліцензійних умов і може тягнути за собою покарання відповідно до закону.

## Методи захисту
Для захисту від підміни MAC-адреси на комутаторах налаштовують порти у т. зв. режим «липкої MAC». Суть полягає у тому, що з кожним портом асоціюється таблиця MAC-адрес комп'ютерних пристроїв, від яких раніше надходили мережеві пакети. При отриманні кожного наступного мережевого пакета комутатор визначає MAC-адресу відправника і перевіряє, чи не була раніше ця MAC-адреса зареєстрована для інших портів. Якщо MAC-адреса була виявлена у таблиці порту комутатора, відмінного від порту, на який прийшов мережевий пакет, то вважається, що було виявлено підміну MAC-адреси, оскільки вузол мережі з однією і тією ж MAC-адресою не може бути підключений до двох портів комутатора одночасно.

## Використання для захисту приватності

### Приховування ідентичності
Якщо користувач бажає підмінити свою MAC-адресу для захисту недоторканності особистого життя, то це називається приховуванням ідентичності. Таке бажання може виникнути наприклад при використанні мереж Wi-Fi, де MAC-адреса не шифрується при передачі. Навіть при використанні безпечного протоколу IEEE 802.11i-2004 не забезпечується захист MAC-адрес. Таким чином, щоб уберегтися від відслідковування, користувач вимушений підмінити MAC-адресу пристрою.
Однак комп'ютерні злочинці використовують ті ж методи для того, щоб обійти правила використання мереж без розкриття своєї ідентичності. Деякі мережі використовують фільтрацію MAC-адрес для попередження несанкціонованого доступу. Якщо злочинець нанесе певну шкоду, то підміна MAC-адреси дозволить перекласти відповідальність на законослухняного користувача і уникнути відповідальності самому.

### Рандомізація MAC-адреси у Wi-Fi
Для того, що завадити стороннім особам використовувати MAC-адреси для відслідковування пристроїв у Android, Linux, iOS, та Windows реалізовано рандомізацію (випадковий вибір) MAC-адреси. У червні 2014, Apple анонсувала, що майбутні версії їх платформи iOS будуть використовувати рандомізацію MAC-адрес для усіх підключень до Wi-Fi, що зробить більш складним для інтернет-провайдерів та інших осіб відслідковування діяльності користувачів, з моральних та юридичних міркувань .. Ядро Linux має підтримку рандомізації MAC-адрес при скануванні мереж Wi-Fi з березня 2015, але для використання цієї функції повинні бути оновлені драйвери. Windows має підтримку рандомізації MAC-адрес з Windows 10 у липні 2015.

## Практика
Хоча підміна MAC-адреси не є незаконною діяльністю у загальному випадку, у обвинувальному акті 2012 року проти інтернет-хаквіста Аарона Шварца, який був звинувачений в незаконному доступу до файлів з цифрової бібліотеки JSTOR, зазначено, що прокурори стверджували, що через те, що він підмінив свою MAC-адресу, є ознакою цілеспрямованого наміру здійснити злочинні дії.